# Catherine Houdart
Catherine Houdart (Bergen, 6 mei 1969) is een Belgisch politica voor de PS.

## Levensloop
Houdart behaalde een graduaat in toerisme. Ze was van 1991 tot 1992 lerares in het buitengewoon onderwijs en werkte van 1992 tot 2000 als bediende bij de toeristische dienst van de stad Bergen.
Ze stamde uit een socialistisch gezinde familie. Haar grootvader was gemeenteraadslid van Villers-Saint-Ghislain en haar vader was als schepen actief in de gemeentepolitiek van Bergen. In oktober 2000 werd ze voor de PS verkozen tot gemeenteraadslid van Bergen en in het gemeentebestuur geleid door Elio Di Rupo werd ze begin 2001 schepen van Burgerlijke Stand en Bevolking. Vanaf juli 2004 was ze eveneens bevoegd voor onderwijs. 
Na de gemeenteraadsverkiezingen van oktober 2006 werd Houdart eerste schepen van Bergen, bevoegd voor onderwijs en burgerparticipatie. Van december 2006 tot juli 2007 was ze eveneens waarnemend burgemeester van de stad, toen titelvoerend burgemeester Elio Di Rupo Waals minister-president was. Houdart was de eerste vrouw in de geschiedenis van Bergen die het burgemeesterschap bekleedde. In juli 2007 werd ze weer voltijds eerste schepen, tot aan de gemeenteraadsverkiezingen van 2012.
Bij de verkiezingen van juni 2009 stond ze als opvolgster op de PS-lijst in het arrondissement Bergen voor het Waals Parlement en het Parlement van de Franse Gemeenschap en van juli 2010 tot mei 2014 was ze effectief lid van deze parlementen ter opvolging van Elio Di Rupo. In het Waals Parlement was Houdart lid van de commissie Algemene Zaken, Administratieve Vereenvoudiging, Europese Fondsen en Internationale Betrekkingen en hield ze talrijke tussenkomsten. In het Parlement van de Franse Gemeenschap werd ze lid van de commissie Audiovisuele Media, Bioscopen, Gezondheid en Gelijke Kansen. Ze kwam geregeld tussenbeide in dossiers rond gezondheidszorg, het promoten van cultuur in scholen en de gelijkheid tussen mannen en vrouwen. Ook wist ze een herziening van het decreet over muziekacademies doorgevoerd te krijgen. Bij de verkiezingen van mei 2014 ambieerde Catherine Houdart geen nieuw parlementair mandaat meer, om zich volledig toe te leggen op de gemeentepolitiek in Bergen.
Van 2012 tot 2018 was Houdart in Bergen schepen van Onderwijs, Jeugd en Bibliotheken en sinds 2018 is ze opnieuw eerste schepen van de stad, bevoegd voor onderwijs, cultuur en jeugd.